# 그라가스

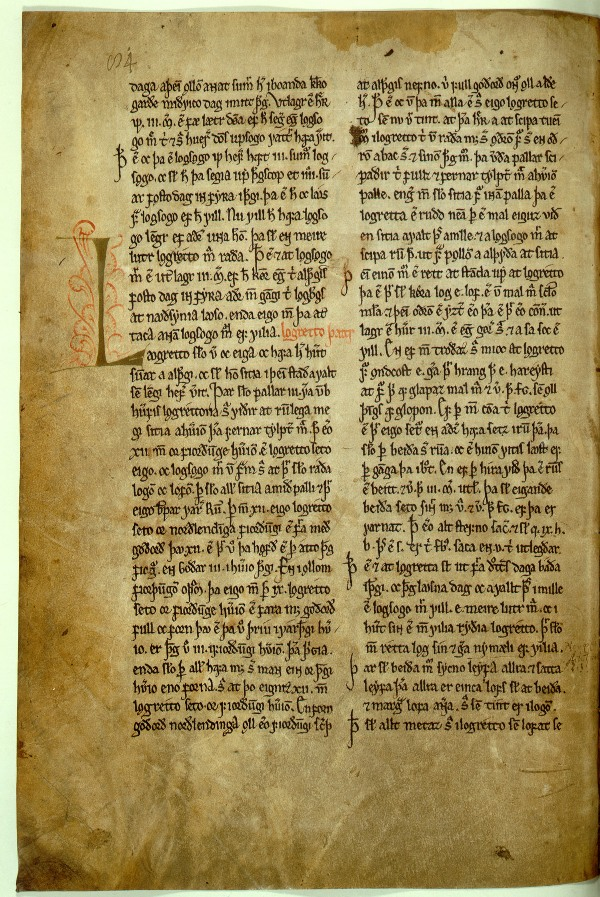
그라가스 GKS 1157 fol.

《그라가스》(아이슬란드어: Grágás)는 아이슬란드 자유국의 법률들을 모아 일컫는다. "그라가스"란 "회색 기러기(gray goose)"라는 뜻이며, 본래 노르웨이 법들을 가리키는 말이었으나 16세기경 혼동으로 인해 그때까지 남아있던 과거의 아이슬란드 법들을 가리키는 말이 되었다. 그라가스는 1260년대까지 아이슬란드에서 사용되다가 이후 아이슬란드가 노르웨이에게 정복되자 폐기된다.
어째서 법을 "회색 기러기"라고 불렀는지에 관해서는 다음과 같은 설이 있다.
- 기러기 깃털로 만든 깃펜으로 쓰였기 때문이다.
- 기러기 가죽으로 장정을 했기 때문이다.
- 기러기가 오래 사는 새이기 때문이다.